# At-Tahrim
At-Tahrim “As Proibições” (do árabe: سورة التحريم) é a sexagésima sexta sura do Alcorão e tem 12 ayats. Esta sura confirma o nascimento virginal de Jesus em seu ayat 12.